# Massimo Garavaglia
Massimo Garavaglia (Cuggiono, 8 aprile 1968) è un politico italiano.
Eletto più volte parlamentare per la Lega (deputato nelle legislature XV e XVIII, senatore in quelle XVI, XVII e XIX), ha ricoperto le cariche di sottosegretario e poi viceministro dell'economia e finanze nel governo Conte I (2018-2019), quindi quella di ministro del turismo nel governo Draghi (2021-2022).

## Biografia
Nato l'8 aprile 1968 a Cuggiono, in provincia di Milano, figlio di un operaio e una casalinga, ma vive ed è residente a Marcallo con Casone (MI).
Dopo aver conseguito la maturità scientifica, si è laureato in economia e commercio con specializzazione in scienza delle finanze aziendali presso l'Università commerciale Luigi Bocconi, oltre che in scienze politiche presso l'Università Statale di Milano.
È stato anche membro di diversi consigli di amministrazione, tra cui quello di CoNord, dell’Agenzia italiana del farmaco e di CdP.

## Carriera politica

### Gli inizi
Alle elezioni comunali in Lombardia del 1999 si candida a sindaco del comune di Marcallo con Casone, venendo eletto e, nel 2004, rieletto per un secondo mandato fino al 2009. È stato consigliere comunale di Marcallo con Casone dal 1994 al 1999 e dal 2009 al 2013.
Alle elezioni amministrative del 2004 si è candidato al consiglio provinciale di Milano, nella lista della Lega Nord nel collegio di Magenta a sostegno del candidato presidente Massimo Zanello, ottenendo il 13,54% delle preferenze ma non risultando eletto.

### Elezione a deputato

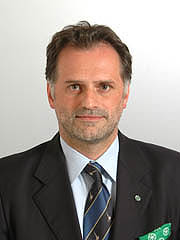
Garavaglia eletto al Senato della Repubblica nel 2008

Alle elezioni politiche del 2006 è stato candidato alla Camera dei deputati, tra le liste della Lega Nord - Movimento per l'Autonomia nella circoscrizione Lombardia 1 in quarta posizione, venendo eletto deputato grazie alla rinuncia di Umberto Bossi per mantenere la carica di europarlamentare. Nel corso della XV legislatura è stato componente e capogruppo per la Lega Nord nella 12ª Commissione Affari Sociali prima e 5ª Commissione Bilancio, Tesoro e Programmazione Economica del Tesoro poi.

### Elezione a senatore
Alle elezioni politiche anticipate del 2008 viene candidato al Senato della Repubblica, nelle liste della Lega Nord nella circoscrizione Lombardia in quinta posizione, risultando eletto senatore, il più giovane della storia della Repubblica Italiana. Durante la XVI legislatura ha ricoperto l'incarico di vicepresidente della 5ª Commissione Bilancio del Senato ed è stato membro della Commissione parlamentare per la semplificazione e della Commissione straordinaria per il controllo dei prezzi.
Il 4 dicembre 2011 viene nominato presidente della Commissione Economia del Parlamento del Nord.
Alle elezioni politiche del 2013 viene ricandidato al Senato, tra le liste della Lega Nord nella medesima circoscrizione in terza posizione, venendo rieletto a Palazzo Madama nella XVII legislatura della Repubblica.
Nel periodo 2006-2013 Garavaglia ha seguito importanti provvedimenti economici, oltre ad essere stato relatore di leggi finanziarie e di bilancio.

### Assessore regionale al Bilancio
Il 19 marzo 2013 viene nominato dal neo-presidente della giunta regionale Lombarda Roberto Maroni assessore con deleghe regionali all'economia, al bilancio, alla crescita e semplificazione nella sua giunta regionale Lombarda, dimettendosi quindi dalla carica di senatore il 7 maggio 2013 e venendo sostituito da Paolo Naccarato, e terminando l'incarico di assessore il 26 marzo 2018.

### Viceministro dell'economia e delle finanze

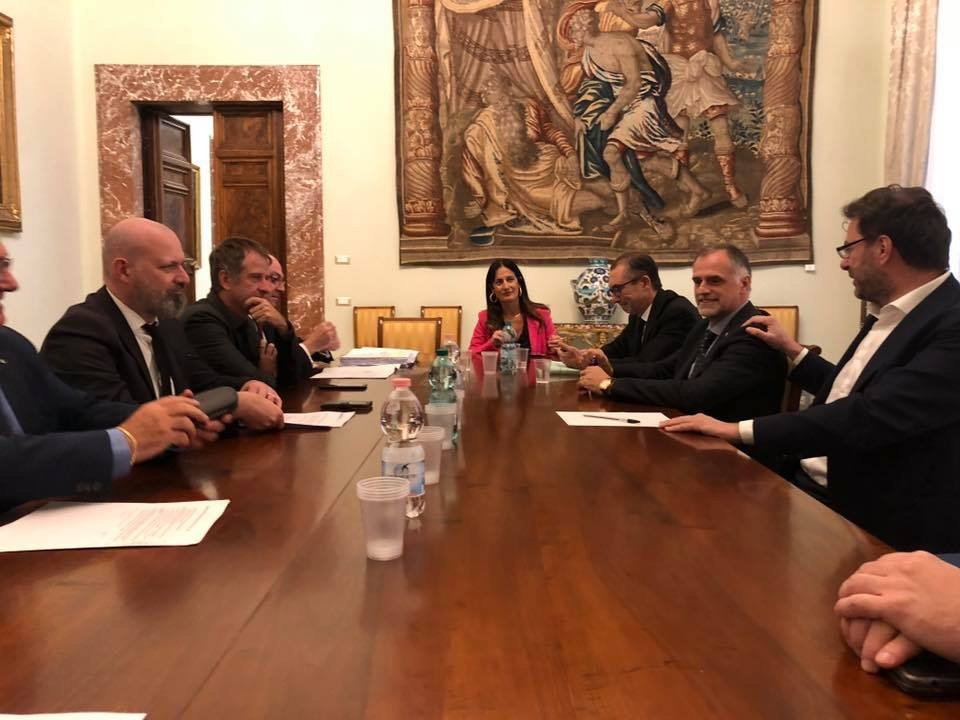
Garavaglia, con Laura Castelli e Giancarlo Giorgetti, assieme a Stefano Bonaccini e Davide Caparini durante il confronto sul DEF

In vista delle elezioni politiche del 2018 viene ricandidato alla Camera dei deputati nel collegio uninominale Lombardia 1 - 02 (Legnano), sostenuto dalla coalizione di centro-destra in quota Lega, venendo rieletto deputato con il 43,4% dei voti contro i candidati del Movimento 5 Stelle Riccardo Olgiati (25,43%) e del centro-sinistra, in quota Partito Democratico, Monica Berna Nasca (25,39%).
In seguito alla nascita del Governo Conte I tra il Movimento 5 Stelle e la Lega, il 13 giugno 2018 viene nominato dal Consiglio dei Ministri Sottosegretario di Stato al Ministero dell'economia e delle finanze.
Il 21 marzo 2019 diventa viceministro dell’Economia e delle Finanze nel governo Conte assieme a Laura Castelli.

### Ministro del turismo e ritorno al Senato
Il 12 febbraio 2021 viene annunciato come Ministro del turismo nel governo tecnico di unità nazionale presieduto da Mario Draghi, con un ministero autonomo con portafoglio per la prima volta. Il giorno successivo presta giuramento al palazzo del Quirinale nelle mani del Presidente della Repubblica Sergio Mattarella come ministro nel governo Draghi il 13 febbraio 2021.
All'interno della Lega per Salvini Premier si colloca come un esponente a favore della flat tax e vicino a Giancarlo Giorgetti.

### Presidente della Commissione Finanze e Tesoro
Alle elezioni politiche anticipate del 2022 viene nuovamente ricandidato al Senato, come capolista della Lega per Salvini Premier nel collegio plurinominale Piemonte - 02, risultando rieletto senatore. Nella XIX legislatura è presidente della 6ª Commissione Finanze e Tesoro e componente della Commissione parlamentare per le questioni regionali.

## Procedimenti giudiziari
Il 13 ottobre 2015 viene indagato per turbativa d'asta nell'inchiesta che ha portato all'arresto del vicepresidente della Regione Mario Mantovani con l'accusa di aver pilotato una gara d'appalto da 11 milioni di euro all'anno per il trasporto di malati dializzati.
Il 17 luglio 2019 Garavaglia viene assolto "per non aver commesso il fatto" con l'accusa che aveva chiesto una condanna a 2 anni di carcere mentre Mantovani viene condannato a 5 anni e mezzo.
Il 14 marzo 2022 la Corte d'appello di Milano conferma l'assoluzione.